# Столкновение с бездной
«Столкновение с бездной» (англ. Deep Impact) — научно-фантастический фильм-катастрофа 1998 года. 
Это последняя работа оператора Дитриха Ломана, который скончался за год до премьеры фильма, посвящённого его памяти.

## Сюжет
В мае 1998 года на звездной вечеринке в Вирджинии юный астроном-любитель Лео Бидерман наблюдает в ночном небе неопознанный объект. Он отправляет фотографию астроному доктору Маркусу Вульфу, который понимает, что это комета на пути к столкновению с Землей. Вульф спешит предупредить об этом, но погибает в автокатастрофе.
Год спустя журналистка MSNBC Дженни Лернер расследует связь министра финансов Алана Риттенхауса с некой Элли, которую она принимает за его любовницу; она приходит в замешательство, когда обнаруживает, что министр и его семья загружают в лодку большое количество еды и другого снаряжения для выживания. ФБР задерживает ее и доставляет на встречу с президентом Томом Беком, который уговаривает ее не распространяться об этой истории в обмен на заметную роль в пресс-конференции, которую он организует. Впоследствии она обнаруживает, что Элли на самом деле является аббревиатурой — E.L.E., что означает «событие на уровне вымирания». Два дня спустя Бек объявляет, что комета Вульфа–Бидермана приблизится к Земле примерно через год и может привести к вымиранию человечества. Он рассказывает, что Соединенные Штаты и Россия строят на орбите космический корабль «Мессия», который доставит команду, способную изменить траекторию кометы с помощью ядерных бомб.
Вскоре «Мессия» стартует с экипажем из пяти американских астронавтов и одного российского космонавта. Они приземляются на внешнем слое кометы и закладывают ядерные бомбы глубоко под ее поверхность, но комета выходит на солнечный свет. В результате один астронавт слепнет, а другого выбрасывает в космос в результате взрыва газа. Оставшийся экипаж покидает комету и взрывает бомбы. Однако вместо того, чтобы отклонить комету, бомбы раскалывают ее надвое. Бек объявляет о провале миссии в телевизионном обращении и о том, что обе части — большая, которую теперь зовут Вульф, и меньшая, которую зовут Бидерман, — все еще направляются к Земле. «Вульф» находится на пути столкновения с западной Канадой, и ожидается, что его столкновение наполнит атмосферу пылью, перекроет солнечный свет на два года и приведет к наступлению зимы, которая убьет все живое на поверхности планеты.
Вводится военное положение, и лотерея отбирает 800 000 американцев, которые присоединяются к 200 000 предварительно отобранных людей в подземных убежищах в известняковых утесах Миссури. Лернер и семья Бидерманов проходят предварительный отбор в качестве благодарности за открытие кометы, хотя подруга Лео Сара и ее семья не были выбраны. Мать Лернер, узнав, что большинство пожилых людей не имеют права участвовать в лотерее, совершает ритуальное самоубийство. Лео женится на Саре в тщетной попытке спасти ее семью; хотя это и спасает Сару, ее семья все еще не выбрана, и она отказывается ехать без них. Последняя отчаянная попытка отразить кометы с помощью межконтинентальных баллистических ракет проваливается. По прибытии в убежище Лео забывает о своей безопасности и отправляется на поиски Сары. Он встречает ее на автостраде и забирает ее и младшего брата на возвышенность, а ее родители остаются. Лернер уступает свое место в эвакуационном вертолете коллеге и ее маленькой дочери, а сама отправляется на пляж, где примиряется со своим отцом.
Фрагмент «Бидерман» падает в Атлантический океан недалеко от мыса Хаттерас, Северная Каролина, создав мегацунами, которое разрушает большую часть Восточного побережья Соединенных Штатов (в том числе Нью-Йорк и Вашингтон), достигает долины реки Огайо, а также поражает Европу и Африку. Гибнут миллионы людей, в том числе родители Сары, Лернер и ее отец. Лео, Сара и ее младший брат выживают, добравшись до подножия Аппалачей. Экипаж «Мессии», у которого сейчас опасно мало ресурсов жизнеобеспечения и топлива, решает пожертвовать собой, чтобы уничтожить более крупный фрагмент «Вульф», залетев глубоко внутрь него и взорвав оставшиеся ядерные бомбы. Они прощаются со своими близкими по видеосвязи и выполняют свой план. «Вульф» разлетается на более мелкие обломки, которые без вреда сгорают в атмосфере Земли, предотвращая дальнейшую катастрофу.
После того, как вода отступает, президент Бек обращается к большой толпе у строящегося заново Капитолия.

## В ролях
- Элайджа Вуд — Лео Бидерман (дубляж — Михаил Тихонов)
- Теа Леони — Дженни Лернер (дубляж — Ольга Кузнецова)
- Джон Фавро — Гас Партенза (дубляж — Александр Груздев)
- Александр Балуев — русский космонавт Михаил Тульчинский (дубляж — Алексей Мясников)
- Роберт Дюваль — Таннер (дубляж — Владимир Ерёмин)
- Ванесса Редгрейв — Робин Лернер (дубляж — Александра Назарова)
- Морган Фримен — президент Том Бек (дубляж — Рогволд Суховерко)
- Максимилиан Шелл — Джейсон Лернер (дубляж — Александр Белявский)
- Джеймс Кромвелл — Алан Риттенхаус (дубляж — Артём Карапетян)
- Блэр Андервуд — астронавт Марк Саймон (НАСА) (дубляж — Виктор Незнанов)
- Рон Элдард — доктор Орен Монаш (НАСА) (дубляж — Александр Рахленко)
- Лора Иннес — Бэт Стэнли (дубляж — Елена Соловьёва)
- Лили Собески — Сара Хотчнер (дубляж — Людмила Шувалова)
- Мэри Маккормак — астронавт Бейкер (дубляж — Ольга Плетнёва)
- Ричард Шифф — Дон Бидерман (дубляж — Леонид Белозорович)
- Кертвуд Смит — Отис Хефтер (дубляж — Виктор Петров)
- Дженнифер Джостин — Мариэтта Монаш
- Майк О’Мэлли — Майк Пэрри
- Риа Килстедт — Хлоя
- Меррин Данги — Шейла Брэдли
- Дерек де Линт — Тео Ван Сертема

## Награды и номинации
Золотой экран (1998):
- Золотой экран (Награда)

 YoungStar Awards (1998):
- Лучший молодой актёр в драматическом фильме — Элайджа Вуд (Награда)

 Bogey Awards (1998):
- Bogey Award in Silver (Награда)

 Американское общество композиторов, авторов и издателей (1999):
- Лучшая музыка фильма — Джеймс Хорнер (Награда)

 NAACP Image Award (1999):
- Лучший актёр второго плана в кинофильме — Морган Фримен (Награда)

 Сатурн (1999):
- Лучший научно-фантастический фильм (Номинация)

 Blockbuster Entertainment Awards (1999):
- Любимый актёр — Sci-Fi — Роберт Дюваль (Номинация)
- Любимый актёр — Sci-Fi — Морган Фримен (Номинация)
- Любимая актриса — Sci-Fi — Теа Леони (Номинация)
- Любимая женская роль второго плана — Ванесса Редгрейв (Номинация)
- Любимая мужскую роль второго плана — Элайджа Вуд (Номинация)

 Motion Picture Sound Editors (1999):
- Лучший звукорежиссёр (Номинация)

 Online Film & Television Association (1999):
- Лучшая картина (Фантастика/Фэнтези/Ужасы) — Дэвид Браун, Занук Ричард Дэррил (Номинация)
- Лучший актёр (Фантастика/Фэнтези/Ужасы) — Роберт Дюваль (Номинация)
- Лучшая актриса (Фантастика/Фэнтези/Ужасы) — Ванесса Редгрейв (Номинация)
- Лучший ансамбль (Фантастика/Фэнтези/Ужасы) (Номинация)
- Лучшая музыка (Фантастика/Фэнтези/Ужасы) — Джеймс Хорнер (Номинация)